# Fiskerleje
Ved fiskerlejer forstås i almindelighed helårsbebyggelser, hvis indbyggere fortrinsvis ernærer sig ved fiskeri fra bebyggelser ved den åbne strand (modsat fiskeribyer, der har en havn). Ole Mortensøn nævner, at et fiskerleje bør omfatte mindst 3 fiskerhuse for at adskille sig fra spredt enkeltbebyggelse.

## Fiskerlejernes beliggenhed
Fiskerlejer opstod for at udnytte fiskemulighederne i de kystnære områder. Fiskerlejer blev lagt på steder ved kysten med kort afstand til gode fiskepladser samtidig med, at der var mulighed for at opfylde livsvigtige behov som tør og sikker byggegrund, fersk vand, adgang til brændsel, mulighed for græsning for husdyr og egnede landingspladser for fiskefartøjer.